# Weyerhaeuser
Weyerhaeuser ist einer der größten internationalen Forstwirtschaftskonzerne. Das Unternehmen bewirtschaftet eine Fläche von 9,9 Millionen Hektar Wald, wovon 4,3 Millionen sich in den USA befinden. Die restlichen Flächen befinden sich größtenteils in Kanada und sind dort vom Staat gepachtet.

## Geschichte
Das Unternehmen wurde von Friedrich Weyerhäuser gegründet. Der Kauf von etwa 360.000 Hektar Wald von der Northern Pacific Railway durch Frederick Weyerhäuser und 15 Partner am 18. Januar 1900 gilt als Gründungsdatum, auch wenn Friedrich Weyerhäuser zu diesem Zeitpunkt bereits einige Sägewerke besaß. Der Sitz des Unternehmens wurde Tacoma mit George S. Long als Geschäftsführer, der 30 Jahre in dieser Position blieb.
Zu Beginn konzentrierte sich Weyerhaeuser auf den Kauf von Land und den Verkauf stehender Bäume, betrieb also keine Holzfällerei. Aber bereits zwei Jahre nach Bestehen beschädigte ein Brand weite Teile des Bestandes. Um die abgebrannten Baumreste noch verwerten zu können, stellte das Unternehmen hunderte von Holzfällern an und ließ die Überreste fällen. Damit war der Schritt in das Gewerbe getan.
1915 wurde in Everett (Washington) die erste vollelektrische Sägemühle des Unternehmens in Betrieb genommen.
In den 1920er Jahren erwarb Weyerhaeuser die ersten Dampfschiffe, um seine Produkte an die Ostküste transportieren zu können. In den folgenden Jahren wurde die Flotte weiter ausgebaut.
1928 entwickelte das Unternehmen die Marke 4-Square, unter der standardisiertes Holz produziert wurde, zur damaligen Zeit eine absolute Neuerung. Die erste Zellstoffmühle erwarb Weyerhaeuser 1931; sie erwirtschaftete auch in der später folgenden Wirtschaftskrise Gewinne.
Erst sehr spät ging Weyerhaeuser zu einer geregelten und nachhaltigen Forstwirtschaft über, wie sie in Europa schon lange Standard war: 1937 kündigte das Unternehmen mit der Losung Timber Is a Crop (zu Deutsch etwa Holz ist eine Nutzpflanze) einen neuen Ansatz in der Holzindustrie an. Statt wie bisher Wälder nur abzuholzen, wurde nun begonnen, die Wälder gezielt wieder aufzuforsten, um später erneut „ernten“ zu können. Dies hatten die Holzfäller Ed Baker und Glen Masterson angeregt. Im Jahr 1938 wurden das erste Mal experimentell gezielt Bäume gepflanzt.
1941 ließ Weyerhaeuser von Metro-Goldwyn-Mayer den Film Trees and Homes produzieren. Dieser Dokumentarfilm wurde später unter anderem an Schulen gezeigt.
In den 1950er Jahren eröffnete das Unternehmen Tochtergesellschaften in Venezuela, Malaysia und den Philippinen. Weiterhin expandierte es in den Süden der USA, wo es große Waldflächen erwarb. Die 1950er Jahre brachten auch den Einstieg in die Verpackungsindustrie. Mit dem Kauf der Hamilton Paper Company in Pennsylvania stieg Weyerhaeuser in den 1960ern in die Feinpapierproduktion ein. Darüber hinaus erwarb die Firma mehr als 700.000 Hektar Land in Arkansas, womit sie ihren größten einzelnen Grundstückskauf abschloss. 1963 ging Weyerhaeuser an die Börse in San Francisco und New York.
Der Taifun Frieda zerstörte 1962 große Waldflächen. Da der US-Markt solche großen Holzmengen nicht benötigte, verkaufte Weyerhaeuser das Holz nach Japan. Der Taifun war damit der Auslöser für den Einstieg in den Markt im Fernen Osten. 1965 baute das Unternehmen in einem Joint Venture in der kanadischen Stadt Kamloops eine Produktionsstätte für gebleichten Kraftzellstoff.
Als erstes Unternehmen der USA exportierte Weyerhaeuser 1974 in die Volksrepublik China.
Der Ausbruch des Vulkans Mount St. Helens am 18. Mai 1980 zerstörte große Waldgebiete sowie Material und Straßen des Konzerns. Wie bereits zuvor unternahm Weyerhaeuser große Anstrengungen, das noch verwertbare Holz zu retten. Mehr als 1.000 Menschen waren fast drei Jahre lang damit beschäftigt. Trotz der Skepsis vieler begann das Unternehmen mit der Aufforstung des Gebietes und ließ insgesamt 18,4 Millionen Setzlinge pflanzen.
1999 kaufte Weyerhaeuser den kanadischen Mitbewerber MacMillan Bloedel für 2,6 Mrd. USD. 2006 trennte sich der Konzern von seinem Geschäftszweig für Feinpapier.

### Präsidenten des Unternehmens
| Zeitraum  | Präsident             |
| --------- | --------------------- |
| 1900–1914 | Friedrich Weyerhäuser |
| 1914–1928 | J.P. Weyerhaeuser     |
| 1928–1934 | F.S. Bell             |
| 1934–1945 | F.E. Weyerhaeuser     |
| 1946–1947 | H.H. Irvine           |
| 1947–1956 | Phil Weyerhaeuser     |
| 1956–1960 | F.K Weyerhaeuser      |
| 1960–1966 | Norton Clapp          |
| 1966–1988 | George Weyerhaeuser   |
| 1988–1997 | Jack Creighton        |
| 1997–2013 | Steven Rogel          |
| 2013–2019 | Doyle Simons          |
| seit 2019 | Devin Stockfish       |

## Produkte
Das Unternehmen fertigt verschiedenste Produkte in Verbindung mit Holz, wie zum Beispiel Bauhölzer, Zellstoff, Papier und Verpackungen. Durch die Weyerhaeuser Real Estate Development Company werden aber auch Grundstücke und Häuser verkauft.

## Werke
Verpackungen:
- Longview (Washington)

Zellstofffabriken:
- Columbus (Mississippi)
- New Bern (North Carolina)
- Port Wentworth (Georgia)
- Grande Prairie (Alberta, Kanada)
- Danzig (Polen)